# Laiz
Laiz település Franciaországban, Ain megyében. Lakosainak száma 1292 fő (2022. január 1.). Laiz Biziat, Cruzilles-lès-Mépillat, Grièges, Pont-de-Veyle, Saint-André-d’Huiriat és Saint-Jean-sur-Veyle községekkel határos.

## Népesség
A település népességének változása:
| Lakosok száma | 388  | 567  | 806  | 1095 | 1187 | 1202 | 1212 | 1313 | 1306 | 1292 |
|               | 1968 | 1982 | 1990 | 2006 | 2013 | 2015 | 2017 | 2019 | 2020 | 2022 |